# Соцгород (Киев)

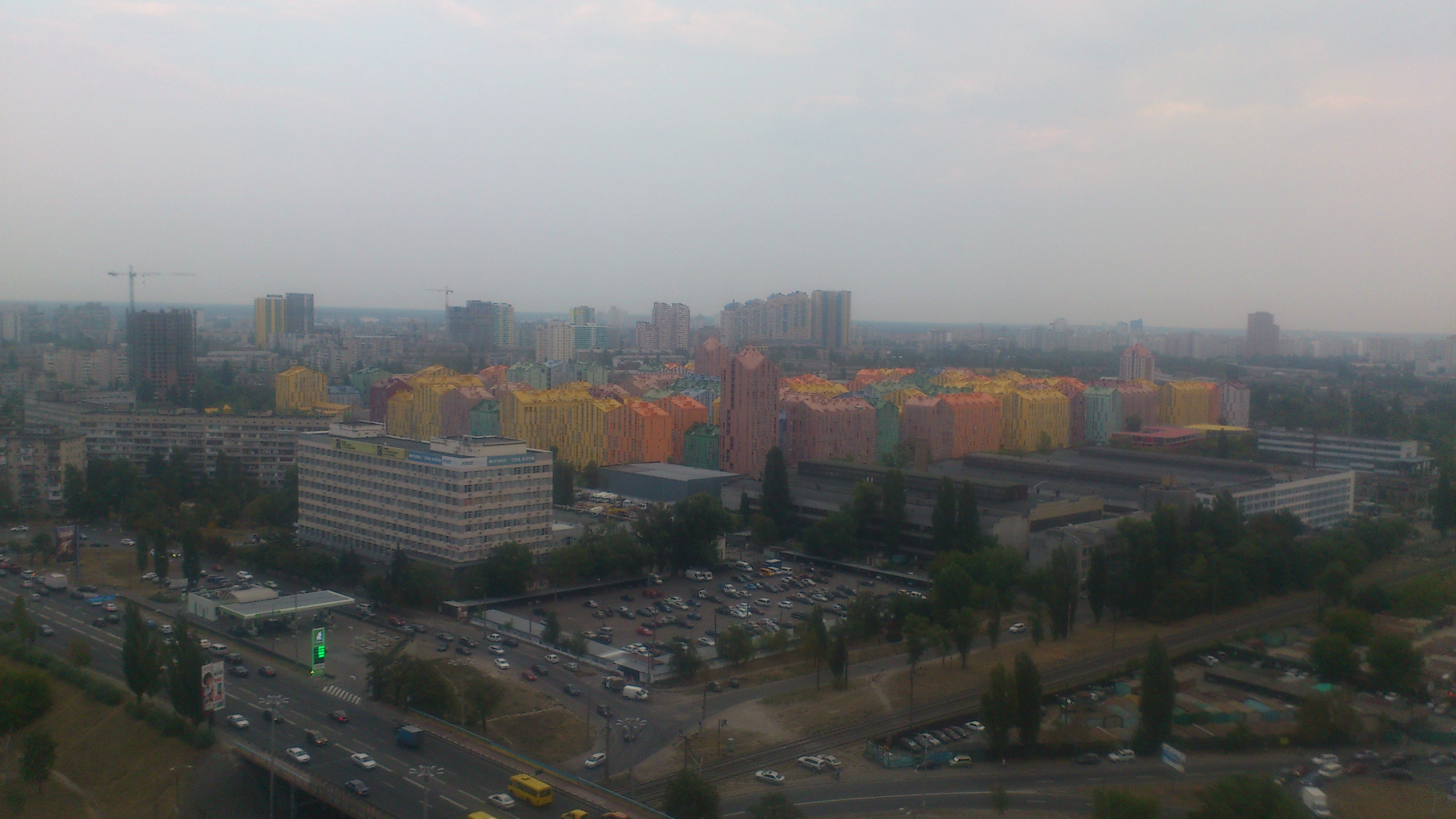

Соцго́род (Соцгородок) (укр. Соцмісто) — жилой массив комплексной застройки типа соцгород в Днепровском районе Киева, в центре Дарницы (первый на левобережье), и прилегающая к жилмассиву промышленная зона. Расположен между Броварским проспектом, Русановкой, Березняками, линией железной дороги и Старой Дарницей. В 1950-е — 1960-е годы был почти полностью застроен пятиэтажными домами. Также с 2010 года на месте бывшего резино-регенераторного завода «Вулкан» застраивается высотный жилой комплекс «Комфорт Таун».
Рядом с массивом находится станция киевского метро — Дарница. Троллейбусные маршруты: № 43, 50; трамвайные маршруты: № 8, 22, 23, 28, 29, 32, 33, 35; автобусные маршруты: № 6, 63.
Центр Соцгорода — Дарницкая площадь, главные магистрали — проспекты Соборности, Леонида Каденюка, Мира, бульвары Верховного Совета и Ивана Котляревского, улица Пражская. Другие улицы: Бажова, Беломорская, Вифлеемская, Краковская, Уинстона Черчилля, Юрия Поправки, Магнитогорский переулок, Минина, Пожарского, Гетьмана Павла Полуботка, Ивана Сергиенко, переулок Строителей, Строителей, Тампере, Георгия Тороповского, Гната Хоткевича, переулок Гната Хоткевича, Григория Чупрынки.